# Xã Southside, Quận Wright, Minnesota
Xã Southside (tiếng Anh: Southside Township) là một xã thuộc quận Wright, tiểu bang Minnesota, Hoa Kỳ. Năm 2010, dân số của xã này là 1.521 người.